# Jeanine Meerapfel
Jeanine Meerapfel (Buenos Aires, Argentina, 14 de junio de 1943) es una directora de cine de extensa trayectoria en su país y en Alemania.

## Su relación con el cine
Estudió periodismo en Argentina y también guion con Simón Feldman, que fue su primer maestro en cine y una influencia, al igual que el Cinema Novo y el cine de Fernando Birri. Ya radicada en Alemania sus maestros fueron Edgar Reitz y Alexander Kluge, de quien —dice Meerapfel en un reportaje— colgaba los afiches de su primera película, Una muchacha sin historia: Anita G, en el Festival de Mannheim. 
Otra influencia importante fue la de la obra de Rainer Werner Fassbinder, al punto que al realizar su primer largometraje de ficción —Malou— eligió a tres de sus grandes colaboradores: Ingrid Caven como protagonista, Michael Ballhaus como camarógrafo y Peer Raben para la música. 
En 1984 integró el jurado del Festival Internacional de Cine de Berlín.

## Filmografía
Directora
- El amigo alemán   (2012)
- Mosconi - Oder wem gehört die Welt   (2008)  (Documental)
- El verano de Anna   (2001)
- Zwickel auf Bizyckel (1969-1970)   (1998)
- Amigomío   (1994)
- Im Glanze dieses Glückes   (1990)  (Documental)
- Desembarcos   (1989)  (Documental)
- La amiga   (1988)
- Die Verliebten   (1987)
- Die Kümmeltürkin geht   (1985)  (Documental)
- Solange es Europa noch gibt - Fragen an den Frieden   (1984)  (Documental)
- Im Land meiner Eltern   (1981)  (Documental)
- Malou   (1981)
- Am Ama am Amazonas   (1970)
- Team Delphin   (1970)  (Cortometraje)
- Regionalzeitung   (1967)  (Documental)
- Abstand   (1966)  (Cortometraje)

Guionista
- El amigo alemán   (2012)
- Mosconi - Oder wem gehört die Welt   (2008)  (Documental)
- El verano de Anna   (2001)
- Zwickel auf Bizyckel (1969-1970)   (1998)
- Amigomío   (1994)
- Desembarcos   (1989)  (Documental)
- La amiga   (1988)
- Die Verliebten   (1987)
- Die Kümmeltürkin geht   (1985)  (Documental)
- Solange es Europa noch gibt - Fragen an den Frieden   (1984)  (Documental)
- Im Land meiner Eltern   (1981)  (Documental)
- Malou   (1981)
- Regionalzeitung   (1967)  (Documental)
- Abstand   (1966)  (Cortometraje)

Productora
- El amigo alemán   (2012)
- Oro nazi en Argentina   (2004)   (Documental)
- Amigomío   (1994)
- Apuntes de un viaje al Iberá   (1991)
- Desembarcos   (1989)  (Documental)

Montadora
- Regionalzeitung   (1967)  (Documental)
- Abstand   (1966)  (Cortometraje)

Asesoría
- Ein Sommer lang  (cortometraje) (2006)
- Das weiße Rauschen (2001)

Aparición como ella misma.
- Die Nacht der Regisseure   (1995)   (Documental)

## Televisión
Directora y guionista
- 13 Minuten vor zwölf in Lima   (1989)  (cortometraje documental para televisión)

## Premios y distinciones
Festival Internacional de Cine de San Sebastián
| Año  | Categoría                                            | Película | Resultado |
| ---- | ---------------------------------------------------- | -------- | --------- |
| 1981 | Premio OCIC                                          | Malou    | Ganadora  |
| 1981 | Gran Premio Alfonso Sánchez para Nuevos Realizadores | Malou    | Ganadora  |

El amigo alemán
Asociación de Cronistas Cinematográficos de la Argentina
- 2013: Candidata al Cóndor de Plata a la mejor película.

La amiga
Festival Internacional de Cine de Berlín
- 1990 Mención honorable en el Premio a la película de la Paz

Die Verliebten
Festival Internacional de Cine de Berlín
- 1987	Candidata al Premio Oso de Oro

Die Kümmeltürkin geht
Forum of New Cinema
- 1985 Ganadora del Premio Interfilm  Otto Dibelius compartido con Cabra Marcado Para Morrer (1985).

Malou
Festival Internacional de Cine de Cannes
- 1981 Ganadora del premio FIPRESCI

Festival Internacional de Cine de Chicago
- 1981 Candidata al premio Hugo de Oro a la mejor película.

Festival Max Ophüls
- 1981 Candidata al premio Max Ophüls al major director

Amigomío
Festival de cine de Gramado
- 1994	Candidata al Premio Kikito de Oro a la mejor película latina

El verano de Ana
Festival Internacional de Cine de Mar del Plata
- 2002 Mención especial por el filme